# Satania dolinka
Satania dolinka nebo Satanova dolinka ( polsky Dolinka Szatania ) je nevýrazný, široký a krátký úval Mengusovské doliny v tektonické brázdě na úpatí Hřebene bášt, Hlinskej věže, Veľkej capej věže, Zadnej Bašty a Satana ve Vysokých Tatrách. 

## Plesa a potoky
V horní části dolinky se nachází Malé Hincovo pleso a nedaleko Satanie pliesko. Dnem dolinky protéká Satanov potok přítok Hincovo potoka. Ze Satanova sedla do dolinky spadá Satanov žlab, v dolní části žlabu je velké až 300 metrové suťovisko. 

## Název
Je odvozen z polohy pod Satanem. Podle starého zlatokopeckého podání ukryl satan v Satanovém žlabu poklad drahých kovů. Hledal ho zde bača za pomoci kouzelníka, ale satan je vždy zahnal obrovskými skalisky. Podle jiné verze dovedl sem čert lstivého horala, který sebral poklad, ale čerta přelstil a duši jsi mu neupsal. Je známo, že zlatokopové v 18. století se rádi pohybovali v oblasti Satana. Skutečným podnětem pověsti mohly být ze srázů tohoto štítu často padající kamenné laviny. 

## Turistika
Do dolinky nevedou značené turistické stezky. Vyšlapané stezky v kosodřevině slouží horolezcům k přístupu pod skály v masivu Satana. V zimě tudy sjíždějí skialpinisté z Koprovského sedla, přes Hincovo pleso, podél Satanova a Hincova potoka až ke Štrbskému plesu.